# Birkenwald

Birkenwald este o comună în departamentul Bas-Rhin, Franța. În 1 ianuarie 2018 avea o populație de 319 de locuitori.